# Petr Nevod
Petr Nevod, vlastním jménem Vladimír Potměšil (8. června 1922, Nymburk – 16. dubna 1989, Frymburk, okres Český Krumlov) byl český ekonom a spisovatel, autor dobrodružných knih pro děti a mládež.

## Život
Petr Nevod absolvoval obchodní akademii v Kolíně a Táboře. Pracoval jako zemědělský dělník, za druhé světové války byl totálně nasazen v nacistickém Německu, v letech 1948–1970 pracoval jako úředník a později jako technik Státního rybářství v Hluboké nad Vltavou.